# Північний Схід (В'єтнам)

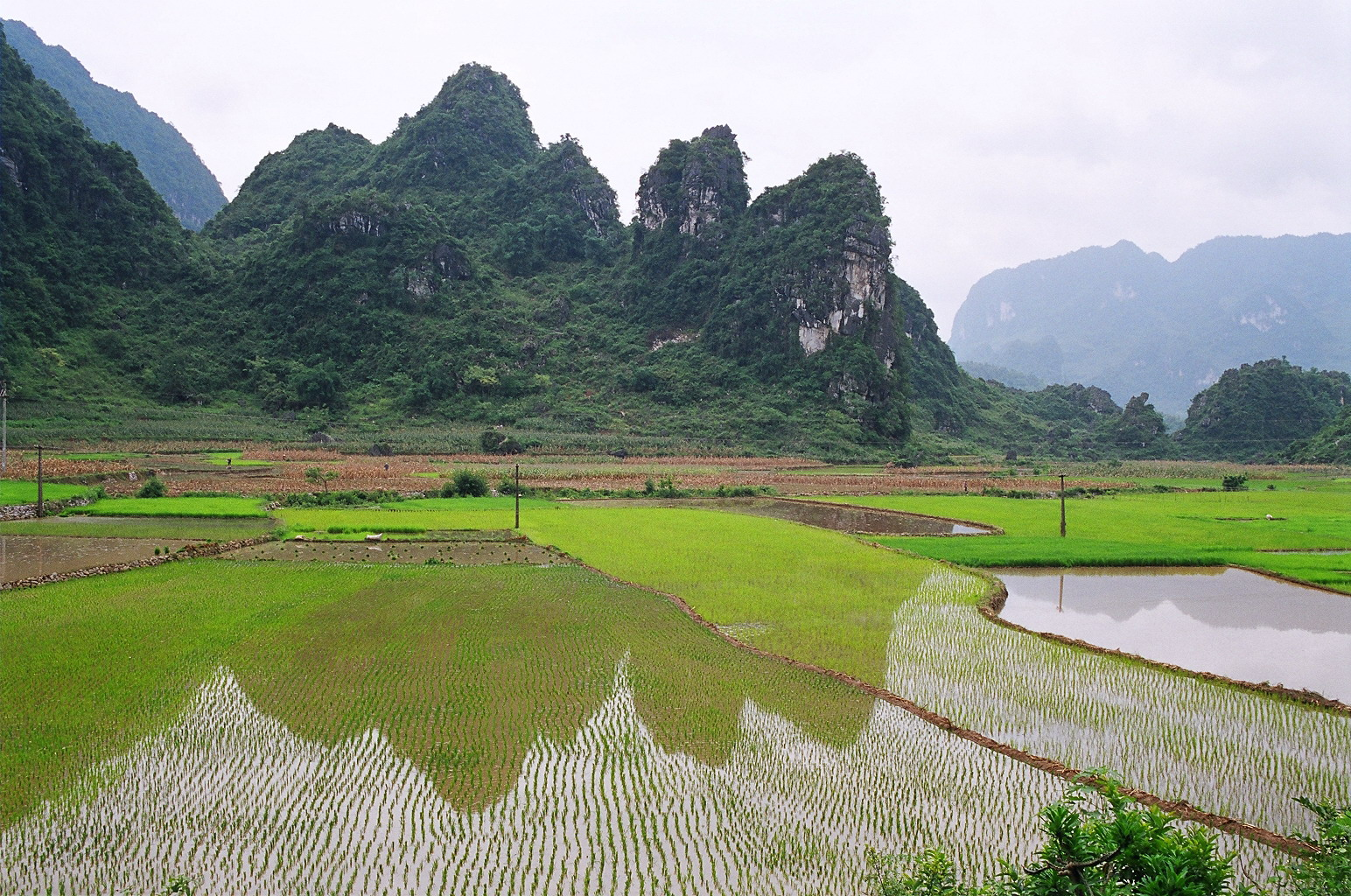
Провінція Каобанг, що входить до Північного Сходу

Північний Схід (в'єт. Đông Bắc Bộ, дос. «північний схід», кит.: 東北; піньїнь: Dōngběi) — один із 8 регіонів В'єтнаму, розташований у північно-східній частині країни, на північ від Дельти Червоної річки. Межує з Китаєм на півночі.
Його називають Північним Сходом на противагу регіону Північний Захід, адже насправді він знаходиться на півночі та північному сході від Ханоя. Північний Схід — один із трьох субрегіонів Північного В’єтнаму (інші два — Північний Захід і Дельта Червоної річки).

## Географія

### Розташування
Північно-східний регіон охоплює провінції, що лежать північніше Ханою, поблизу кордону з Китаєм. Його населення становить близько десяти мільйонів.

### Географія
Західні кордони регіону визначені нечітко, головним чином через відсутність консенсусу щодо того, як проходить кордон між Північним Заходом і Північним Сходом,— по Хонгсі або Хоангльєншону. Регіон окреслений з півночі і сходу в'єтнамсько-китайським кордоном, а південний схід виходить на затоку Бакбо. Південна межа проходить по гірському хребту Там Дао та дельті Червоної річки.
З заходу регіон обмежений долиною Хонгхи і верхів'ями річки Тяй (відсилка до гірського масиву Тайконлінь, — прим. перекл.), що складені гранітами, сланцями і вапняками. По суті, це є південний край Юньнаньського плато. Тут зосереджені високі гори Північного Сходу, такі як Тайконлінь (2428 м), Тьєулаутхі (2402 м).
Північна частина поблизу в'єтнамсько-китайського кордону  — плато (нагір'я): Бакха, Куанба, Донгван. Перші два плато мають середню висоту 1000–1200 м. Висота плато Донгван становить 1600 метрів. Річки та струмки перерізають плато, створюючи низку довгих і глибоких каньйонів. Де-не-де зустрічаються вузькі відносно рівні території, придатні до утворення населенних пунктів, наприклад, Тхаткхе (в'єт. Thất Khê), Лангшон (в'єт. Lạng Sơn), Локбінь (в'єт. Lộc Bình), Каобанг (в'єт. Cao Bằng), Талунг (в'єт. Tà Lùng).
На сході, від середини течії річки Гам
до моря, нижче є багато дугоподібних гірських хребтів, що тягнуться із заходу на схід, відповідно, 
дуга антикліналі річки Гам, 
дуга Нганшон — Єнлак, 
масив Бакшон, 
масив Донгчієу. 
Скелі височіють над морем, створюючи знаменитий ландшафт затоки Халонг. Майже всі ці дугоподібні гірські хребти зливаються разом у Тамдао.
На південному заході регіону, від Футхо, півдня Туєнкуангу, півдня Єнбай і Тхайнгуєн до Бакзянга висота поступово знижується до рівнини. У народі цю частину називають «середгір'ям» (в'єт. vùng trung du). Висота цієї частини становить приблизно 100–150 м.
На Північному Сході протікає багато річок, найбільшими з яких є Червона Річка, Тяй, Ло, Гам — належать до системи Червоної Річки (Хонгхи); Кау, Тхионг, Лукнам, — належать до  річкової системи Тайбінь; Бангзянг, Бакзянг, Кікунг тощо.
У морі Північного Сходу є багато великих і малих островів, що становить майже 2/3 морських островів В'єтнаму (включаючи архіпелаги Хоангша і Чионгша).

### Історія
Континентальна основа північного сходу була сформована під час протерозою майже 600 мільйонів років тому. Море наступало і відступало безперервно до циклу горотворення в Індокитаї, коли Північний Схід остаточно піднявся з-під поверхні моря. Рух створення гімалайських гір потім поширився тут, спричинивши підняття всього регіону та створення розломів.
Протягом кількох епох китайського правління у В’єтнамі цей регіон часто контролювався китайськими династіями протягом майже тисячі років, починаючи з династії  Хань, коли вона завоювала Наньюе. Це залишило по собі спадщину, завдяки чому цей регіон є найбільш синізованим у В’єтнамі. Навіть сьогодні з сучасною Китайською Народною Республікою відбувається багато транскордонних змін. Багато людей, які живуть тут, мають часткове китайське походження, і це не рідкість, коли китайські мови можна почути в цьому регіоні, наприклад у таких містах, як Лангшон (谅山) і Монгкай (芒街).

## Провінції
| Провінції та відповідні одиниці | Столиця   | Населення (2023) | Площа (км2) |
| ------------------------------- | --------- | ---------------- | ----------- |
| Бакзянг                         | Бакзянг   | 1 922 740        | 3 895,89    |
| Баккан                          | Баккан    | 326 500          | 4 859,96    |
| Каобанг                         | Каобанг   | 547 880          | 6 700,39    |
| Хазянг                          | Хазянг    | 899 860          | 7 927,55    |
| Лангшон                         | Лангшон   | 807 320          | 8 310,18    |
| Футхо                           | В'єтчі    | 1 530 770        | 3 534,56    |
| Куангнінь                       | Халонг    | 1 381 200        | 6 207,93    |
| Тхайнгуєн                       | Тхайнгуєн | 1 350 350        | 3 521,97    |
| Туєнкуанг                       | Туєнкуанг | 812 220          | 5 867,95    |

## Галерея

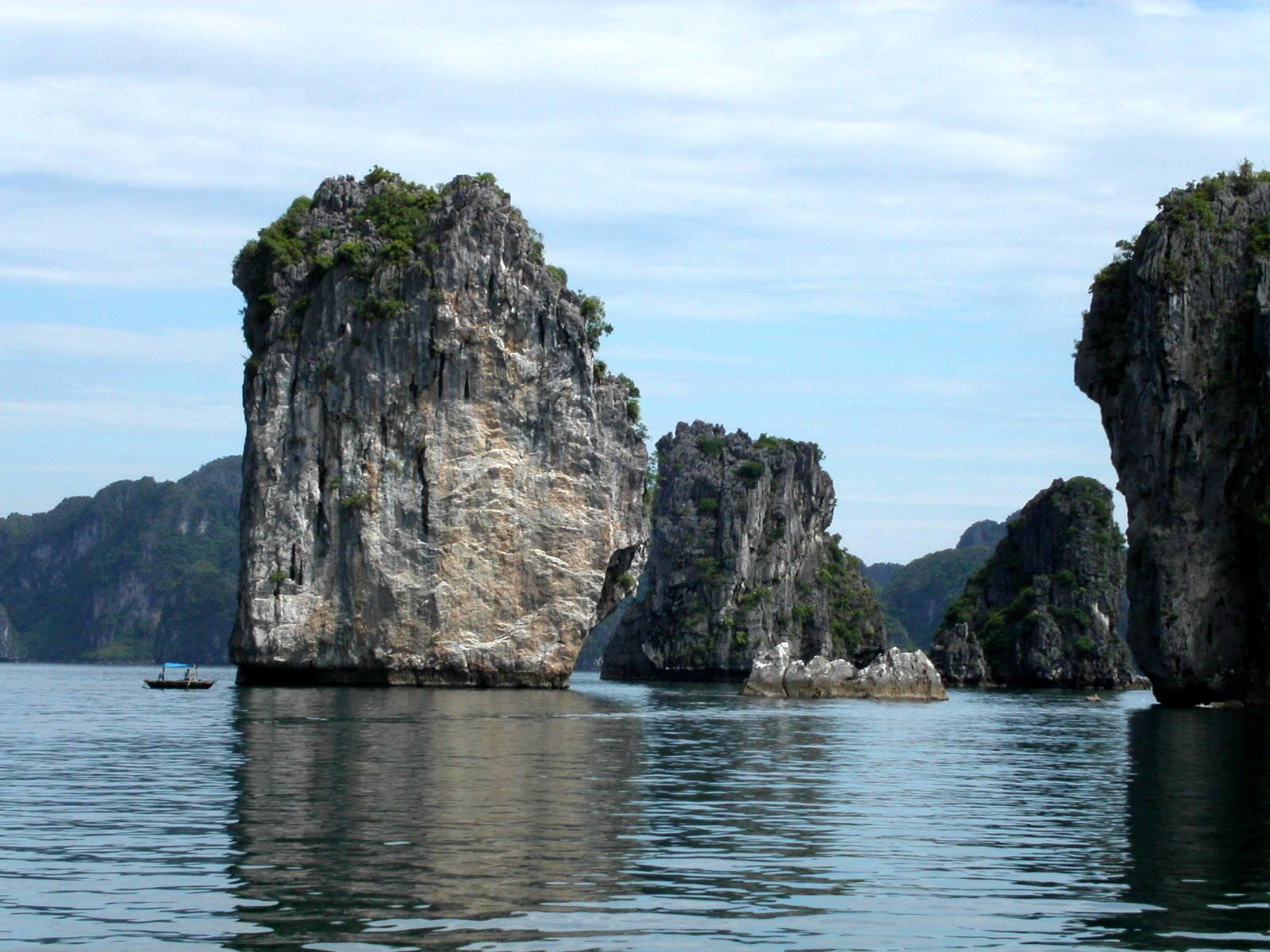
Бухта Халонг, провінція Куангнінь
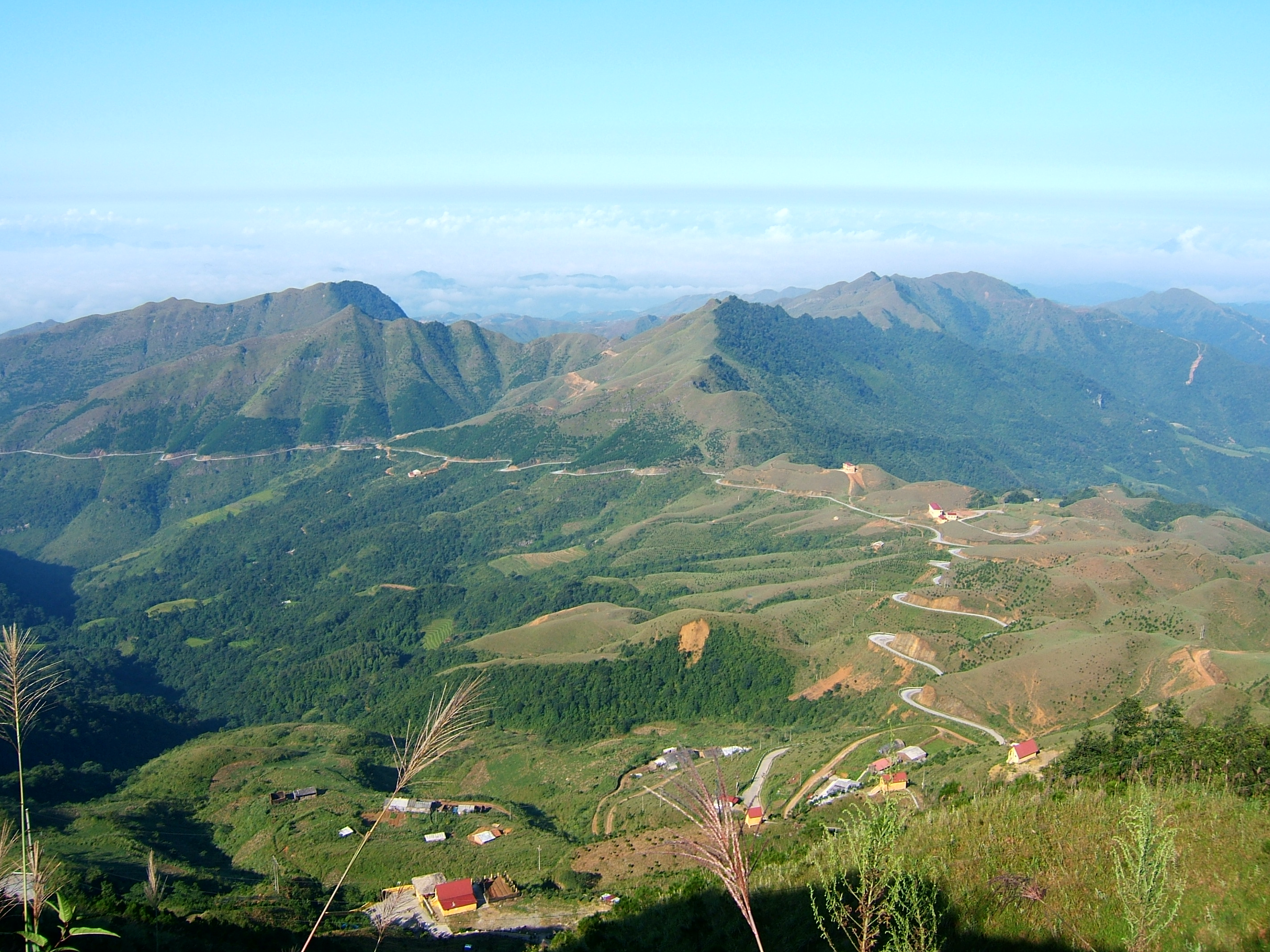
Гори Маушон, провінція Лангшон
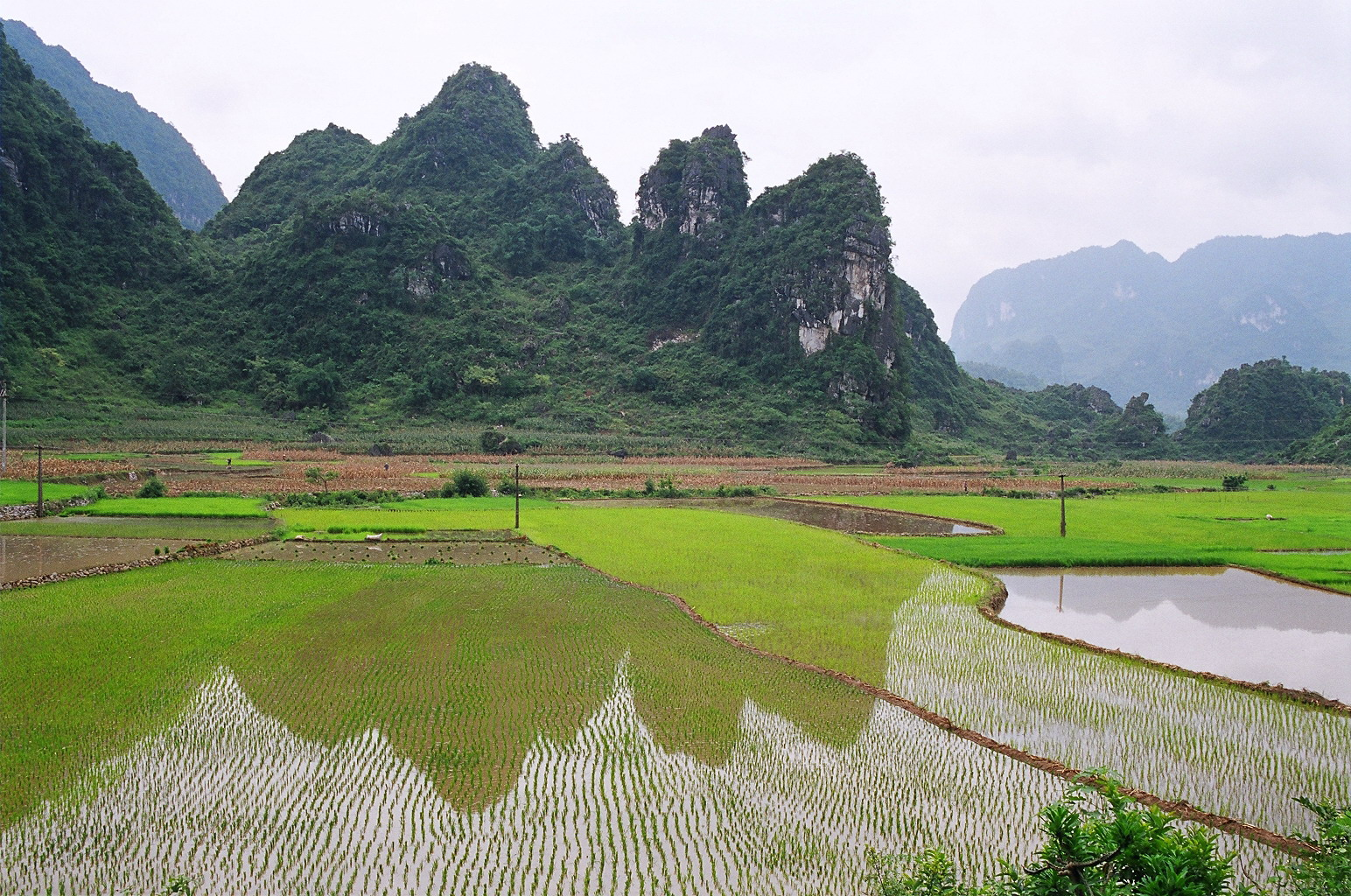
Рисові поля в Каобангу
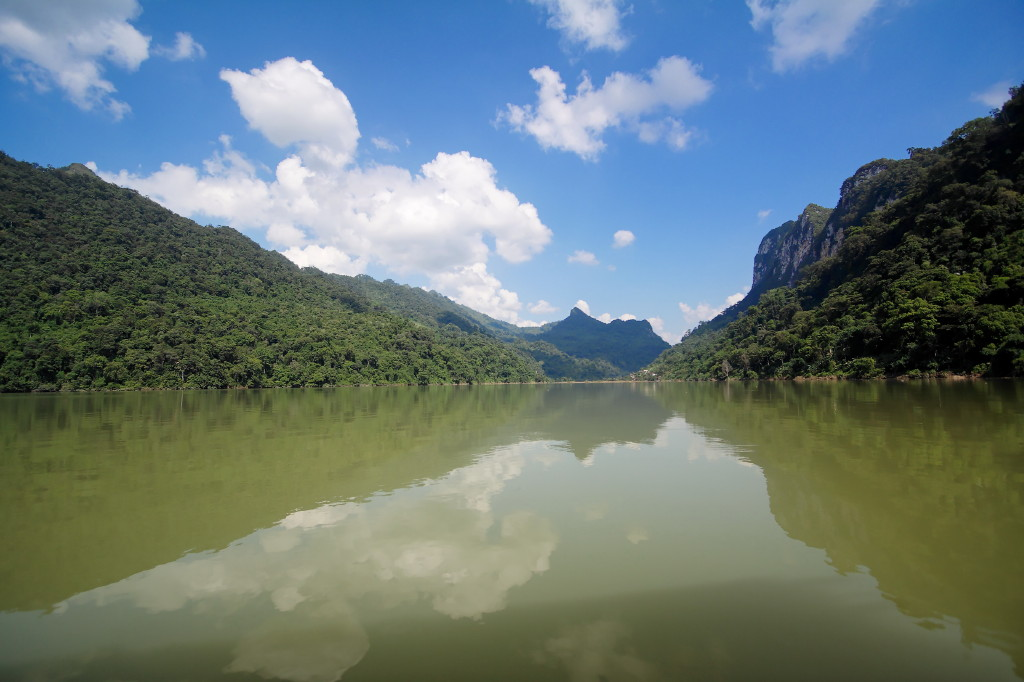
Озеро Бабе, провінція Баккан
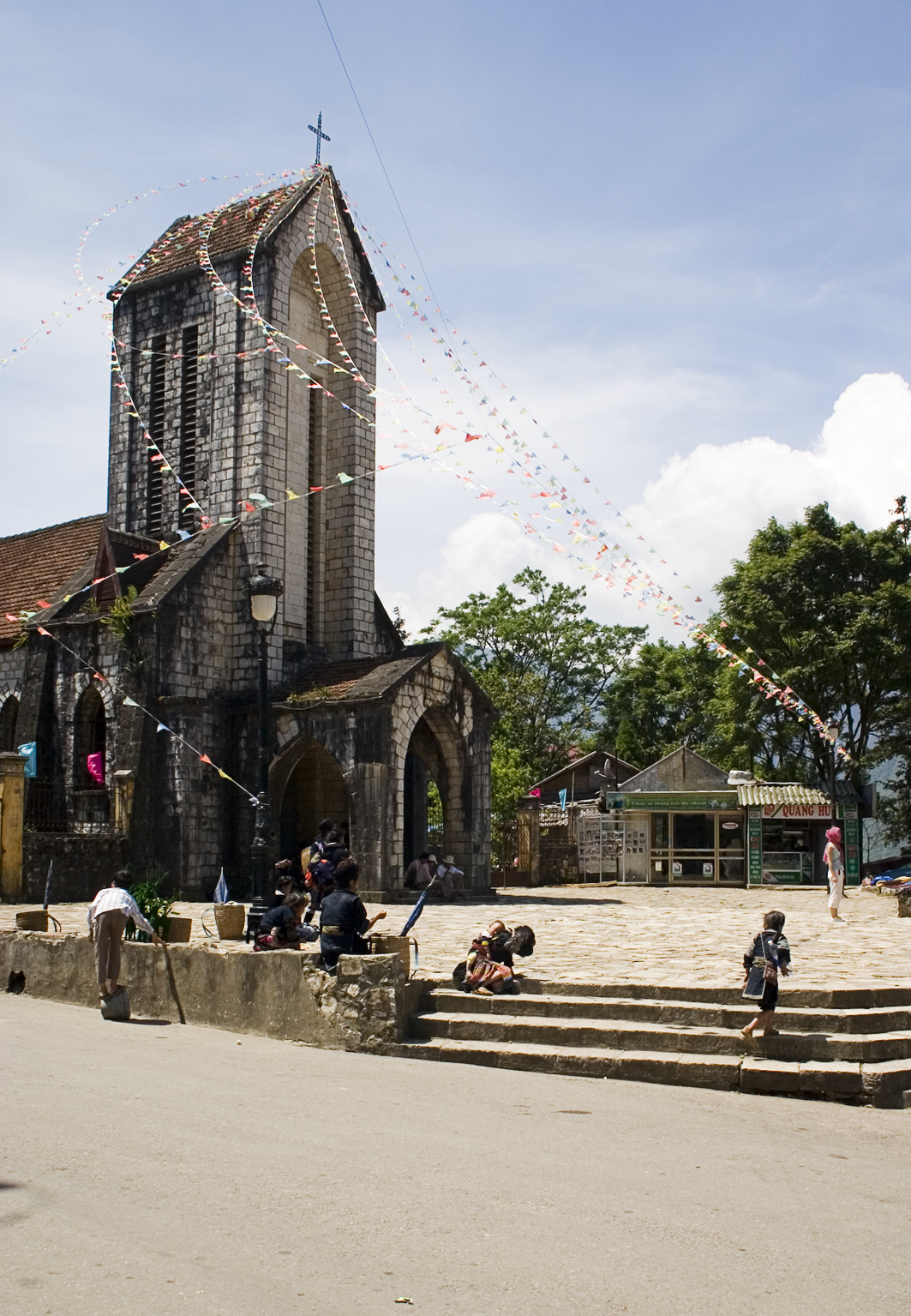
Церква у Шапі, Лаокай